# Marjorie Bonner (Ziegfeld Follies)
Marjorie Bonner (23 de febrero de 1893-16 de febrero de 1979) fue una bailarina y actriz estadounidense que formó parte de las Ziegfeld Follies de 1908. Producidas por Florenz Ziegfeld, las Follies se presentaron en junio de 1908, en el Jardín de Paris, sobre el New York Theatre.
Nació como Marjorie Daw Collins en Brooklyn (antes de que se consolidara la ciudad de Nueva York). Apareció en el teatro en A Parisian Model (1906-1908), Miss Innocence (1909), A Winsome Widow (1912), y más tarde apareció en algunas películas mudas.

## Vida personal
Se casó con William H. Power el 14 de noviembre de 1908 en Cincinnati, Ohio, y solían aparecer juntos en el teatro.
Se dice que Bonner ganó dinero invirtiendo en acciones petroleras. En 1911, se informó de que "Miss Marjorie Bonner, miembro de la compañía Anna Held Miss Innocence, tiene la distinción de ser la corista más rica del mundo. Mientras hacía una gira por Texas hace siete años con Anna Held en The Little Duchess, Miss Bonner invirtió una pequeña cantidad de dinero en acciones petroleras de Beaumont. Recientemente, cerró sus participaciones con un beneficio neto de 40.000 dólares, que ahora posee, además de un sustancioso saldo bancario acumulado en los últimos años. Como Miss Bonner aún no había tomado el hábito del automóvil, y no es una dispensadora liberal de dinero, otros miembros de la organización se refieren a ella como "Hetty Greely".

## Muerte
Quedó viuda en 1942, y murió en Tampa, Florida, el 16 de febrero de 1979, y fue enterrada en el Royal Palm Memorial Gardens de West Palm Beach, Florida.